# Legnotomyia cineracea
Legnotomyia cineracea är en tvåvingeart som beskrevs av Austen 1937. Legnotomyia cineracea ingår i släktet Legnotomyia och familjen svävflugor. Inga underarter finns listade i Catalogue of Life.